# 鈴木康裕
鈴木 康裕（すずき やすひろ）は、日本の厚生労働官僚、医師。医務技監を最後に退官し、国際医療福祉大学学長。

## 経歴
慶應義塾高等学校、慶應義塾大学医学部卒業後、1984年厚生省入省。
1998年世界保健機関派遣、2005年厚生労働省医政局研究開発振興課長、2006年厚生労働省老健局老人保健課長、2009年厚生労働省新型インフルエンザ対策推進本部事務局次長、2010年厚生労働省保険局医療課長、2012年防衛省大臣官房衛生監、2014年厚生労働省大臣官房技術総括審議官、2016年厚生労働省保険局長、2017年厚生労働省医務技監、2020年辞職。
2022年現在、国際医療福祉大学学長に加え、厚生労働省参与、WHO（世界保健機関）執行理事，国際ワクチン研究所専門家アドバイザー、東京大学公共政策大学院客員教授、慶應義塾大学医学部客員教授、昭和大学医学部客員教授、徳島大学医学部客員教授、大正製薬アドバイザー、キヤノンメディカルシステムズアドバイザー、SL Creationsアドバイザー、イーソリューションズアドバイザー、グローバルヘルスコンサルティング・ジャパン顧問、コスモ技研顧問、レメディ・アンド・カンパニー（旧インテリムホールディングス）顧問、医療法人社団鉄祐会顧問、医食同源生薬研究財団理事等に就任。